# Henry Nicollon des Abbayes
Henri Robert Nicollon des Abbayes ( 15 de julio de 1898, Vihiers (Maine-et-Loire) - 21 de mayo de 1974, Rennes) fue un profesor universitario, botánico y liquenólogo francés.
Profesor titular de la Universidad de Rennes, en la Cátedra de Físico-Química-Biología (cargo de botánica), fue un especialista en líquenes, siendo referente internacional. También conocido por sus excepcionales estudios de la flora de Bretaña, como también de sus traducciones de obras griegas y latinas, que actualmente son referencia de numerosos manuales escolares. La carrera científica de Des Abbayes está íntimamente asociada con la ciudad de Rennes y la Bretaña.

## Honores

### Epónimos
- (Asteraceae) Helichrysum abbayesii Humbert[1]

- (Euphorbiaceae) Lingelsheimia abbayesii (Leandri) Radcl.-Sm.[2]

- (Podostemaceae) Ledermanniella abbayesii (G.Taylor) C.Cusset[3]

- (Rubiaceae) Coffea abbayesii J.-F.Leroy[4]

- La abreviatura «Abbayes» se emplea para indicar a Henry Nicollon des Abbayes como autoridad en la descripción y clasificación científica de los vegetales.[5]